# 杭锦旗站
杭锦旗站是位于内蒙古自治区鄂尔多斯市杭锦旗巴拉贡镇的一个铁路车站，邮政编码017423。车站建于1958年，有包兰铁路经过该站，现办理客货运业务，车站及其上下行区间均为电气化区段。车站距离包头站286公里，隶属呼和浩特铁路局乌海车务段，是四等站。